# والریو بیناسکو
والریو بیناسکو (ایتالیایی: Valerio Binasco؛ زادهٔ ۲۰ ژوئن ۱۹۶۴) بازیگر و کارگردان اهل ایتالیا است.
از فیلم‌هایی که وی در آن نقش داشته‌است، می‌توان به لئوپاردی و آلاسکا اشاره کرد.